# Piriqueta mortonii
Piriqueta mortonii är en passionsblomsväxtart som beskrevs av Stephen D. Koch och P.A. Fryxell. Piriqueta mortonii ingår i släktet Piriqueta och familjen passionsblomsväxter. Inga underarter finns listade i Catalogue of Life.